# Marguerite commune
Leucanthemum vulgare
Pour les articles homonymes, voir Marguerite.
Espèce
Classification phylogénétique
La Marguerite ou Marguerite commune (Leucanthemum vulgare) est une espèce de plantes à fleurs de la famille des Asteraceae.

## Synonymes
- Chrysanthemum leucanthemum L.
- Chrysanthemum leucanthemum var. pinnatifidum Lecoq & Lamotte.
- Leucanthemum vulgare var. pinnatifidum (Lecoq & Lamotte) Moldenke, de Harold Norman Moldenke.

## Description de la marguerite

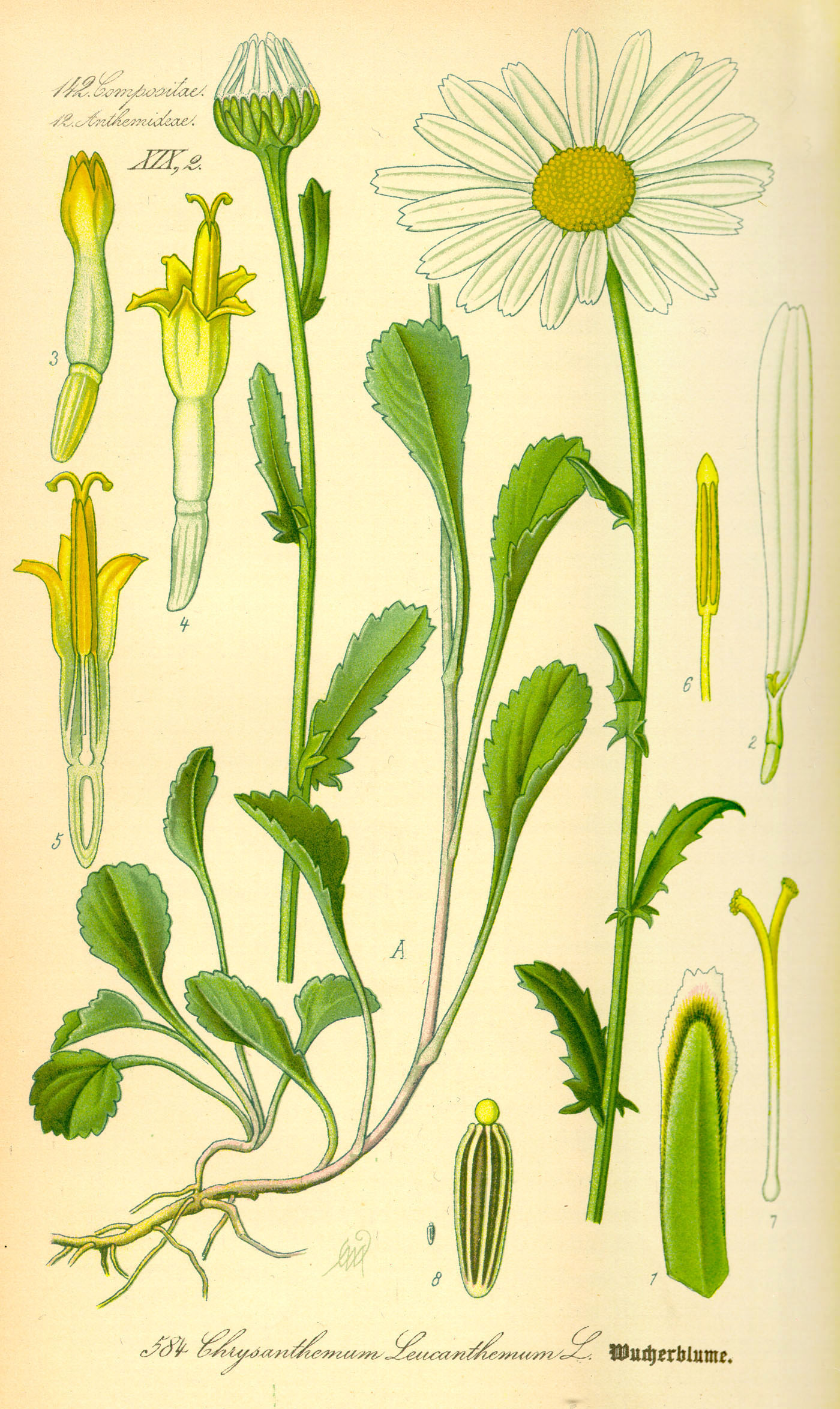
Illustration de la marguerite (1885).

C'est une plante herbacée vivace en touffe, à tige érigée, ridée, aux feuilles basales pétiolées, et aux caulinaires engainantes crénelées (alors que celles de la pâquerette ont 4 à 7 dents par côté). Les inflorescences sont de grands capitules aux ligules blanches autour du centre jaune, lui-même composé de nombreuses petites fleurs sessiles ou fleurons,.

## Habitat et répartition
Elle se rencontre dans les prés, accotements, bois clairs, sur substrat calcaire à légèrement acide.
C'est une plante très commune dans toute l'Europe jusque dans les régions septentrionales sauf au Spitzberg.

## Culture de la marguerite

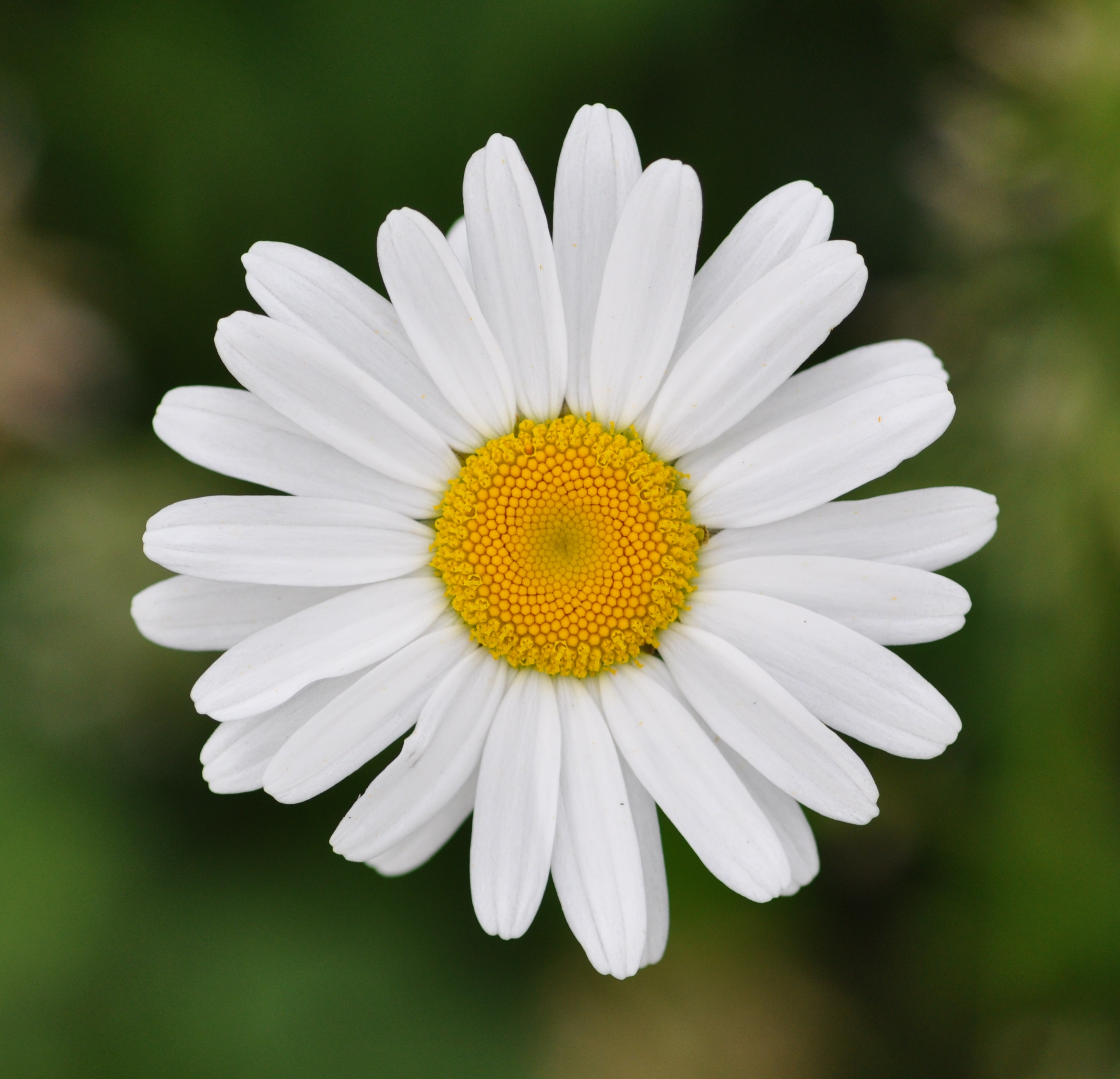
Fleur de Marguerite commune.

On multiplie la marguerite par semis en mars-avril ou par division de la touffe à la même époque ou en fin de floraison.
Elle aime une terre ordinaire, même pauvre et bien drainée.
Elle supporte le calcaire.
Elle aime le soleil.
Cette plante fleurit en juin et juillet lorsqu'elle a au moins deux ans.
La fleur de marguerite est simple, blanche et possède de vingt à trente pétales.
On l'utilise en bouquets.
L'entretien consiste à limiter son extension en terrains riches.
Dans les terrains propices, cette plante devient vite envahissante.

## Ennemis et maladies
La Marguerite est très rustique et peut supporter un stress hydrique.
La Mouche de la Marguerite est inféodée à cette Marguerite ; ses larves se nourrissant des graines en formation, dans le capitule.

## Utilisation
En cuisine, la racine était consommée crue en salade au XVIIe siècle en Espagne. Les jeunes pousses et les feuilles fraîches de marguerite, au goût aromatique légèrement poivré et peu sucré, se consomment crues en salade ou cuites en légume. Le bouton floral se consomme cru ou comme des câpres.
En phytothérapie, on utilise les fleurs séchées en infusion.
La marguerite possède des propriétés antispasmodiques, calmantes, digestives, astringente tout comme la camomille qui est de la même famille. Dans certaines régions elle faisait partie des herbes de la Saint-Jean.
La marguerite est également utilisée, comme la pâquerette, dans le jeu d'effeuillage de la marguerite.

## Langage des fleurs
Dans le langage des fleurs, la marguerite symbolise la bienveillance.

## Images

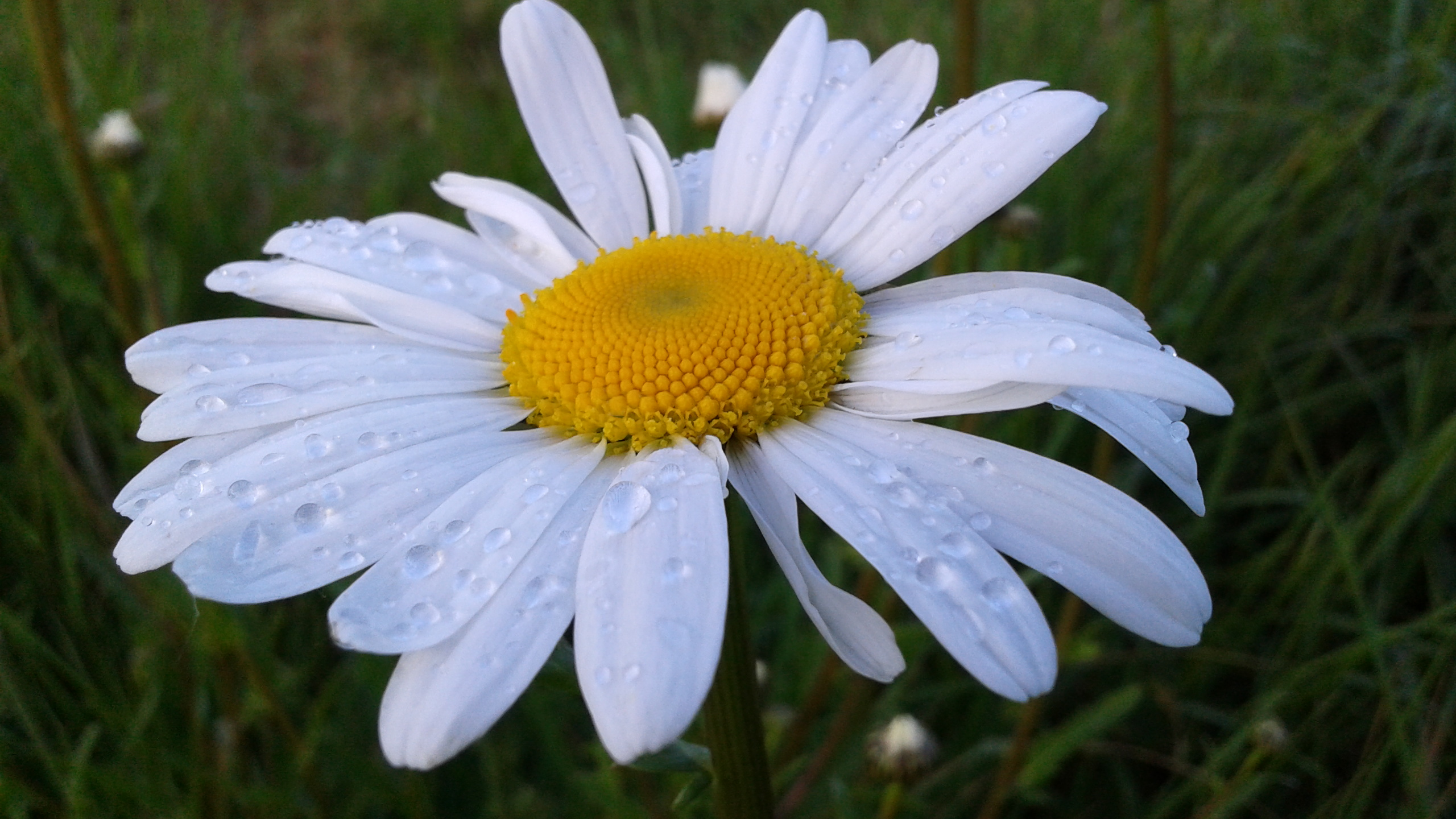
Sous la pluie du Nord, France.
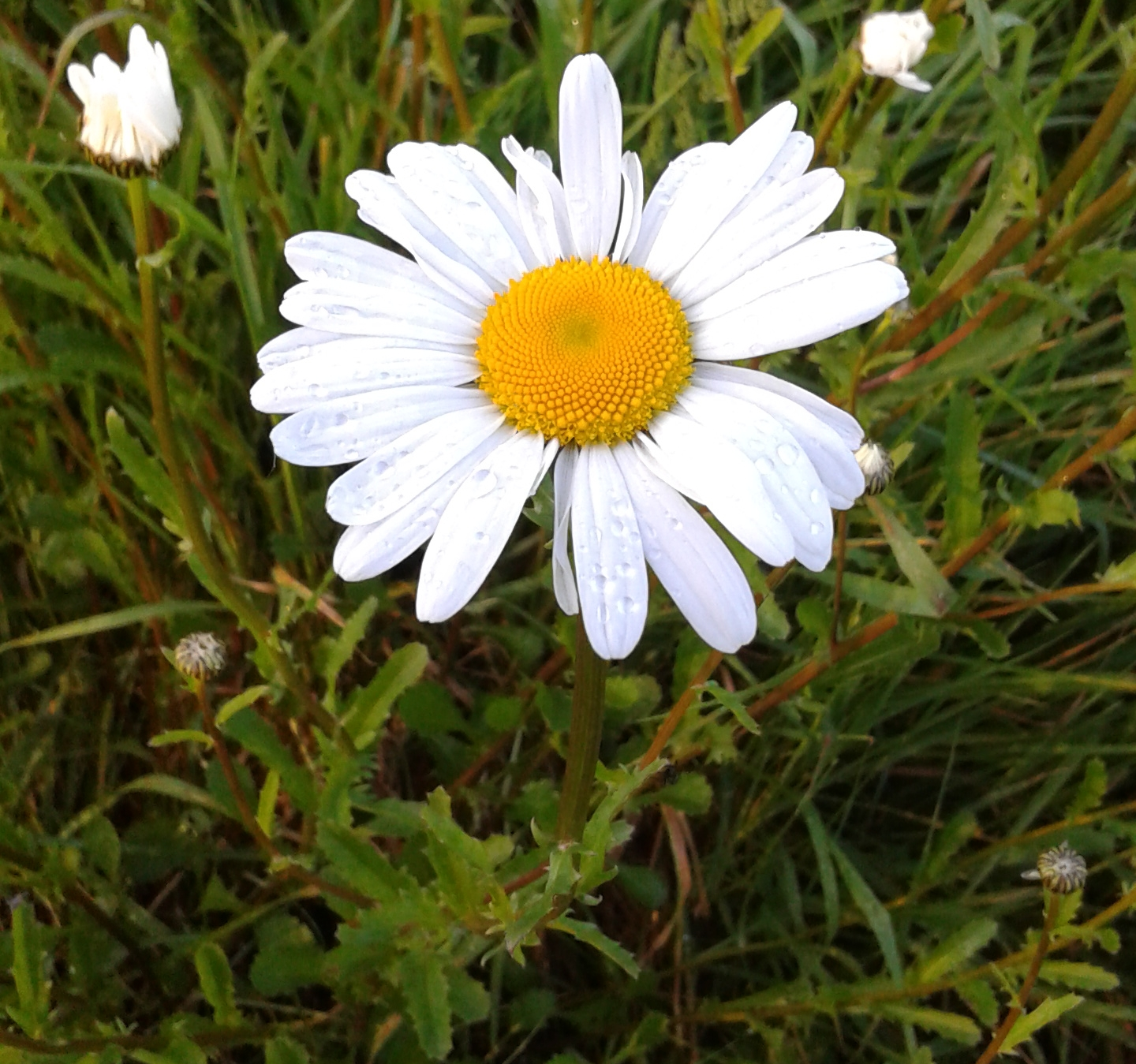
Vue d'ensemble.
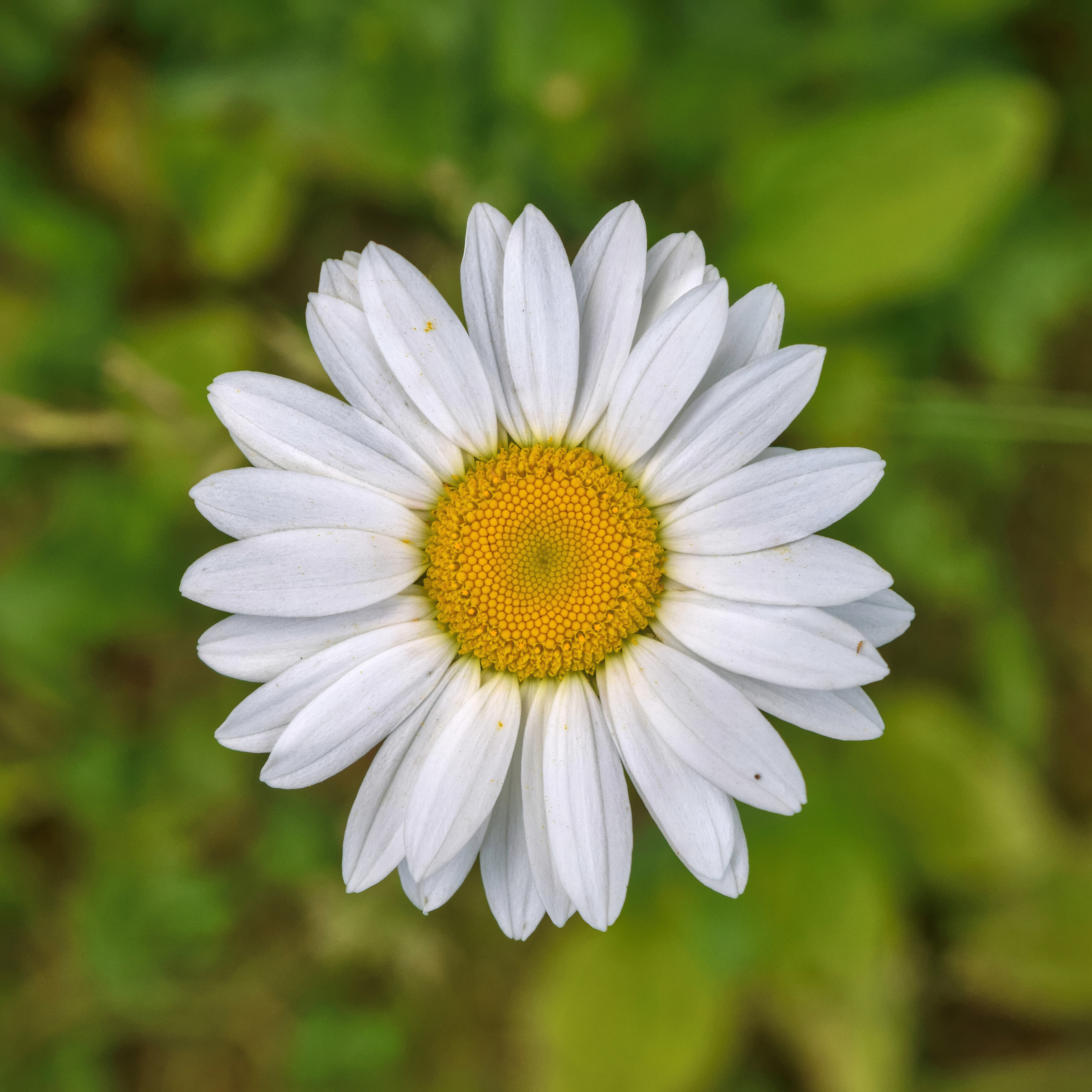
Une autre fleur de marguerite commune. Juin 2017.
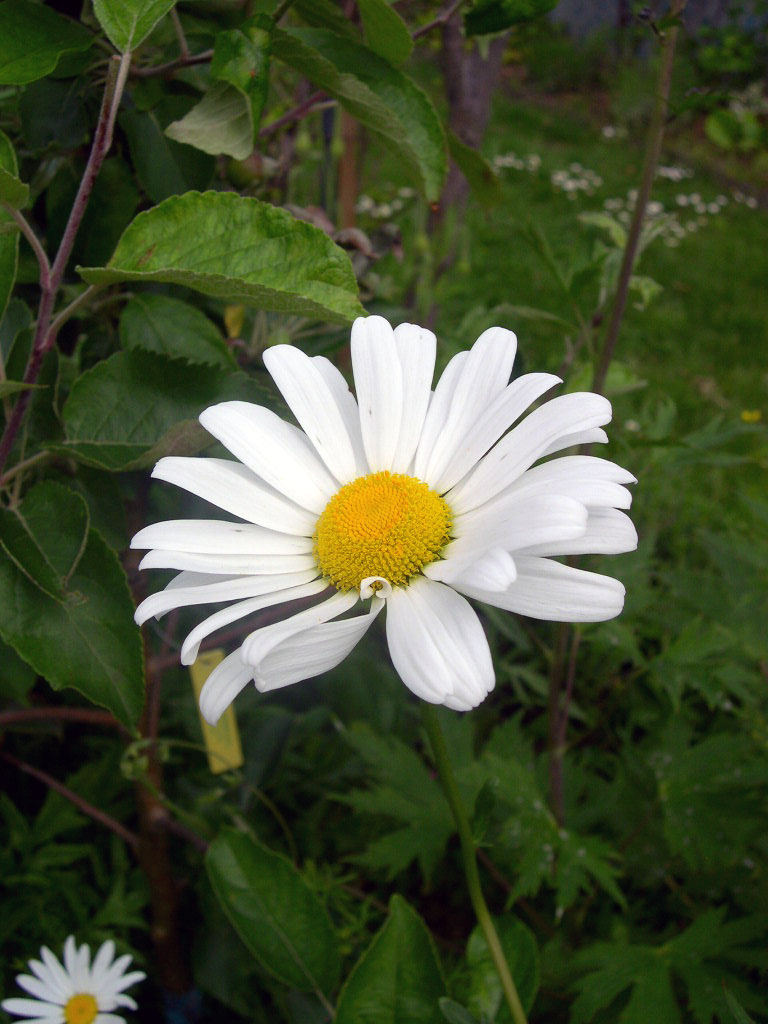
Marguerite commune au printemps.